# Азовско море
Азовско море је најплиће море на свету, повезано Керчким мореузом са Црним морем на југу. На северу је окружено Украјином, а на западу, југу и истоку Русијом.
Популарно веровање је да је име мора дошло од имена куманског кнеза по имену Азум или Асуф, који је погинуо бранећи град у овој области 1067. Већина научника извод ме од града Азова или Азака, што на турском значи „низак“, што се односи на његов положај. Према још једној непотврђеној теорији име мора је дошло од значења назива првог слова (букве) старословенског језика "Аз". Слово "Аз" је прво слово у старословенској азбуци и има значење првога. Наставак "ов" по природи означава припадност, као и данас. Посматрајући континентални део насеобине словенског живља ово је било "Прво" море после кога би се ређала остала мора: Црно море, Мраморно море, Егејско море, Средоземно море итд. Азовско море по тој логици означава одредницу првог мора која је најближе копну а са копна се креће у пловидбу. Дакле по овој теорији топографски термин је словенског назива а не турског а Турци су населили Малу Азију нешто касније него што је име мора већ егзистирало.
Море је дугачко 340 km и широко 135 km. Главне реке које се уливају су Дон и Кубањ, које обезбеђују да вода мора има нижи салинитет, а такође уносе велике количине муља. На западу лежи 113 km дуга Арабатска превлака или Арабатски гребен и врло слани Сивашки залив. Азовско море је најплиће море на свету са просечном дубином од 13 m и највећом дубином од 15,3 m. На местима са великим наносима муља, просечна дубина је мања од 1 метра. Преовлађујућа морска струја је у смеру супротном од казаљке на сату. Салинитет иде од 1 до 15 промила (у поређењу са океанских 30-40 промила) у зависности од места и годишњег доба. Плиткост и мали салинитет чине море погодним за замрзавање. Формирање морског леда се може привремено десити било где у периоду од децембра до половине марта. У садашњим климатским условима, море се не замрзава цело, иако се море током 18. и 19 века и све до краја 1970-их било редовно замрзавало сваке године до почетка фебруара.
Азовско море је у великој мери под утицајем улива Дона, Кубана и других река које доносе песак, муљ и шкољке, које заузврат формирају бројне заливе, лимане и уске косе. Због ових наслага, морско дно је релативно глатко и равно, а дубина се постепено повећава према средини. Због дотока реке, вода у мору има низак салинитет и велику количину биомасе (као што су зелене алге) која утиче на боју воде. Обилни планктон резултира необично високом продуктивношћу рибе. Морске обале и спрудови су ниски; богати су вегетацијом и колонијама птица. Азовско море је најплиће море на свету, са дубином која варира између 0,9 and 14 m (3 and 46 ft). Постоји стални одлив воде из Азовског мора у Црно море.

## Геологија и батиметрија
Међународна хидрографска организација дефинише границу Азовског мора у Керчком мореузу, као „границу Црног мора“, која је и сама дефинисана као „линија која спаја рт Такил и рт Панагија (45°02'С).”
Ово море се сматра унутрашњим морем Русије и Украјине, а његово коришћење је регулисано споразумом између ових земаља ратификованим 2003. године. Море је дугачко 360 km (220 mi) и широко 180 km (110 mi) и има површину од 39.000 km2 (15.000 sq mi); то је најмање море унутар земаља бившег Совјетског Савеза. Главне реке које се уливају у њега су Дон и Кубањ. Оне обезбеђују да воде мора имају релативно низак салинитет и да су на местима скоро свеже, а такође уносе огромне количине муља и песка. Акумулација песка и шкољки резултира глатком и ниском обалом, као и бројним пешчаним спрудовима.
Азовско море је најплиће море на свету са просечном дубином од 7 m (23 ft) и максималном дубином од 14 m (46 ft); у заливима, где се нагомилао муљ, просечна дубина је износила. око 1 m (3 ft). Морско дно је такође релативно равно са дубином која се постепено повећава од обале ка центру. Азовско море је унутрашње море са пролазом у Атлантски океан кроз Црно, Мраморно, Егејско и Средоземно море. Са Црним морем је повезанo Керчким мореузом, који на свом најужем делу има ширину од 4 km (2,5 mi) и максималну дубину од 15 m (49 ft). Ускост Керчког мореуза ограничава размену воде са Црним морем. Као резултат тога, салинитет Азовског мора је низак; на отвореном мору је 10–12 psu, око једне трећине сланости океана; чак је и нижи (2–7 psu) у заливу Таганрог на североисточном крају мора. Дугорочне варијације салинитета су унутар неколико psu и углавном су узроковане променама у влажности и падавинама.
Садашњи вертикални профил Азовског мора показује оксигенисане површинске воде и аноксичне воде дна, при чему се аноксичне воде формирају у слоју дебљине од 0,5 to 4 m (1,6—13,1 ft). Појава аноксичног слоја се приписује сезонским догађајима еутрофикације повезаним са повећаним уносом седимента из река Дон и Кубањ. Овај седиментни унос стимулише биотичку активност у површинским слојевима, у којима организми фотосинтетишу у аеробним условима. Када њихов животни век прође, мртва органска материја тоне на дно мора где бактерије и микроорганизми, користећи сав расположиви кисеоник, троше органску материју, што доводи до аноксичних услова. Студије су показале да у Азовском мору тачна вертикална структура зависи од јачине ветра и температуре површине мора, али типично 'зона стагнације' лежи између оксидног и аноксичног слоја.